# 三木茂 (実業家)
三木 茂（みき しげる、1951年5月21日 - ）は、日本の実業家。フィスコ創業者・元代表取締役社長。元トムソン日本代表。元東京工業大学大学院特任教授。

## 人物・来歴
上智大学経済学部卒業後、1976年東京銀行入行。1990年トムソン入社。1991年トムソン取締役日本代表。1994年三爾フィスコ事業部入社。1995年フィスコ設立、代表取締役。2002年サンキ取締役。2007年エヌ・エヌ・エー取締役。2010年フィスコ代表取締役会長。2011年フィスコ取締役会長。2012年フィスコ顧問。東京工業大学客員教授を経て、2019年まで東京工業大学大学院特任教授を務め、同年から浅間カレープロデューサー。

## 著書
- 『Xデー銘柄完全ガイド』ランダムハウス講談社 2004年